# Cersay
Cersay är en kommun i departementet Deux-Sèvres i regionen Nouvelle-Aquitaine i västra Frankrike. Kommunen ligger i kantonen Argenton-les-Vallées som tillhör arrondissementet Bressuire. År 2018 hade Cersay 775 invånare.

## Befolkningsutveckling
Antalet invånare i kommunen Cersay
| Referens: INSEE |